# Gaio Servilio Strutto Ahala
Gaio Servilio Ahala fu un eroe leggendario di Roma antica.

## Biografia
Secondo la tradizione avrebbe salvato Roma da Spurio Melio nel 439 a.C. uccidendolo con un pugnale celato sotto l'ascella. Tuttavia, questo era probabilmente un mito  inventato per spiegare il  cognomen "Ahala"/"Axilla", (ascella) della gens Servilia e che è probabilmente di origine Etrusca.
I fasti registrano un "C. Servilio Structo Ahala" come console nel 478 a.C., e così un'altra versione del mito presenta Servilio come Magister equitum agli ordini di Cincinnato.
Anche Livio (libri 4 e 5) menziona Servilio nelle funzioni di console (427 a.C.) e di tribuno militare più volte, l'ultima nel 402 a.C., ma l'estrema casualità delle apparizioni di Servilio mette in dubbio la sua storicità.
Nella sua vita di Marco Giunio Bruto, Plutarco afferma che sua madre Servilia era una discendente di Servilio Ahala e che l'esempio dell'antenato fu a Bruto di ispirazione per l'assassinio di Giulio Cesare.
Esiste a questo proposito un denario romano di Bruto. Emesso verso il 54 a.C. con al diritto la testa di Lucio Giunio Bruto (fondatore della Repubblica e antenato paterno di Bruto) e la scritta BRVTVS ed al rovescio la testa di Servilio Ahala e la scritta AHALA (Iunia 30 e Servilia 17; Sydenham. 932; Crawford 433/2).